# Giuseppe Drugman
Giuseppe Drugman (Parma, 27 aprile 1810 – Parma, 1º ottobre 1846) è stato un pittore italiano.

## Biografia
Nacque da Nicola, falegname e intagliatore al servizio della Corte ducale di Parma, e da Amelia Bianchi. Frequentò l'Accademia di Belle Arti di Parma, dove ebbe come insegnante Giuseppe Boccaccio. Nel 1835 partecipò al concorso per giovani artisti indetto dalla duchessa Maria Luigia, che aveva come premio un viaggio e soggiorno a Roma di 18 mesi. La commissione delle belle arti gli assegnò in marzo del 1836 il primo premio della sezione paesaggio per il quadro Caccia al cervo (conservato nel Liceo artistico statale Paolo Toschi di Parma). Partì per Roma in gennaio del 1837 e nella capitale studiò in particolare le opere dei maggiori paesaggisti del Seicento. Il primo saggio che inviò a Parma è una Veduta dell'Isola Tiberina; seguì Veduta del Colosseo, in cui la sistemazione delle rovine e l'atmosfera risentono dell'eco di Claude Lorrain.
Tra la fine del 1837 e l'inizio del 1838 trascorse due mesi ad Albano, da dove inviò a Parma La sortita da Albano. Un'altra opera di carattere romanesco è La quercia del Tasso (Parma, Museo Lombardi). Tornò a Parma in estate del 1838 e si sposò con Sabina Guatelli. L'anno seguente eseguì due quadri che gli furono commissionati dalla corte: Veduta delle Beccherie nuove di Parma e Veduta del reale palazzo del Giardino preso dall'angolo fuori porta S. Barnaba (non rintracciati). Nel 1840 eseguì, sempre per la corte, Veduta della città di Parma dalla Navetta.
Diventato ormai tra i più stimati pittori del ducato, sostituì il Boccaccio nell'insegnamento di paesaggio all'Accademia di Belle Arti quando questi si recò a Napoli per alcune scenografie.  Nel marzo del 1841 eseguì una Veduta del reale palazzo ducale di Colorno (al Museo Lombardi di Parma), cui seguirono La peschiera del giardino ducale, La strada da Parma a La Spezia, Al monte Prinzera, Presso il Taro, La Città di Parma vista dalla strada di Langhirano e Il ponte nuovo sulla Sporzana presso Fornovo.  L'anno seguente eseguì Ingresso nella reale cittadella (conservato nella prefettura di Belluno) e nel 1843 Nuova caserma reale della cittadella.
Nel 1844 ricevette l'incarico di dipingere, insieme con Luca Gandaglia e Giuseppe Giorgi, le scene delle opere liriche I Lombardi alla prima crociata e Maria di Rohan per il Teatro Regio di Parma. Su commissione della corte ducale eseguì poi Veduta della nuova strada di Berceto (1844), una Veduta del reale Casino dei Boschi (1845) e una Veduta del reale giardino di Parma (1846). Morì a soli 36 anni per tisi polmonare.